# Teach Me Love
 (novembre 2015).
Si vous disposez d'ouvrages ou d'articles de référence ou si vous connaissez des sites web de qualité traitant du thème abordé ici, merci de compléter l'article en donnant les références utiles à sa vérifiabilité et en les liant à la section « Notes et références ».
Pour plus de détails, voir Fiche technique et Distribution.
Teach Me Love (Some Kind of Beautiful) est un film américano-britannique réalisé par Tom Vaughan, sorti en 2014.
Le film met en scène Pierce Brosnan dans le rôle d'un professeur.

## Synopsis
Le jour, Richard Haig (Pierce Brosnan), professeur de lettres brillant et respecté, enseigne le romantisme à ses étudiants de Cambridge. La nuit, il s'adonne à un romantisme plus terre-à-terre avec les étudiantes qui traversent sa vie. Lorsque Kate (Jessica Alba), sa petite amie américaine de 25 ans, lui annonce qu'elle est enceinte, Richard reçoit un choc, mais décide de l'épouser et de la suivre à Los Angeles.
Or, lorsqu'il rencontre Olivia (Salma Hayek) dans un bar, il est séduit et fait le joli cœur, mais Kate arrive et saute au cou d'Olivia : c'est sa sœur. Olivia, perturbée, le descend en flammes.
Après la naissance de Jake, leur fils, tout semble aller pour le mieux, mais Richard découvre que Kate a rencontré quelqu'un, et celle-ci lui explique qu'elle s'est trompée, qu'elle cherchait une relation paternelle avec lui, mais qu'elle est amoureuse de Brian : elle le quitte. Déstabilisé, Richard veut surtout ne pas perdre son fils, mais vit mal ce qu'il lui arrive ; sa relation tendue avec un père dysfonctionnel est dramatique, il se fait arrêter pour conduite en état d'ivresse, sabote sa participation aux alcooliques anonymes, dont il a pourtant besoin pour ne pas être expulsé. Lorsque Kate fait venir Olivia pour suppléer à son irresponsabilité, ils engagent une relation et déclenchent la fureur de Kate.
Expulsé, Richard reprend ses cours à Cambridge, mais ne peut oublier ni Olivia ni son fils. Parvenant à reprendre une relation avec son père alors que celui-ci va mourir, il est prêt à recevoir la leçon que celui-ci lui donne : Carpe diem, et entreprend de se lancer dans un projet insensé.

## Fiche technique
- Titre original américain : Some Kind of Beautiful
- Titre original britannique : Lessons in Love
- Titre canadien : How to Make Love Like an Englishman
- Titre québécois : Séduction à l'anglaise
- Titre en France : Teach Me Love
- Réalisation : Tom Vaughan
- Scénario : Matthew Newman
- Décors : John Collins
- Costumes : Lizzy Gardiner
- Montage : Matthew Friedman
- Musique : David Newman
- Sociétés de production : TF1 Films Production, Lionsgate
- Pays de production :  États-Unis,  Royaume-Uni
- Langue originale : anglais
- Format : couleur - 35 mm - 2,40:1 - Son Dolby numérique
- Genre : romantique
- Durée : 100 minutes
- Date de sortie : 
  - États-Unis : 21 août 2015
  - France : 4 novembre 2015 (sorti directement en DVD)

 Sauf indication contraire, les informations mentionnées dans cette section peuvent être confirmées par la base de données cinématographiques IMDb,  présente dans la section « Liens externes ».

## Distribution
- Pierce Brosnan (VF : Emmanuel Jacomy) : Richard « Richy » Haig, professeur de lettres
- Salma Hayek (VF : Ethel Houbiers) : Olivia
- Jessica Alba (VF : Barbara Delsol) : Kate, demi-sœur d'Olivia, élève puis épouse de Richard
- Malcolm McDowell (VF : Achille Orsoni) : Gordon, père de Richard, professeur de lettres
- Duncan Joiner (VF : Nolan Baugin) : Jake, fils de Richard et de Kate
- Ben McKenzie (VF : Bruno Choël) : Brian, collègue et compagnon de Kate
- Merrin Dungey : Angela
- Fred Melamed (VF : Féodor Atkine) : Dr Piggott
- Ivan Sergei (VF : Jean-Alain Velardo) : Tim Prince, éditeur d'Olivia
- Lombardo Boyar (VF : Thierry Wermuth) : Ernesto, avocat de Richard
- Marlee Matlin : Cindy
- Robert Mailhouse (VF : Laurent Larcher) : Alan, compagnon puis ex-fiancé d'Olivia
- Lindsey Sporrer (VF : Adeline Forlani) : Misty, élève de Richard
- Marianne Muellerleile (VF : Cathy Cerdà) : Chandler, principale
- Sandy Martin (VF : Cathy Cerdà) : Susan Vale
- Paul Fox (VF : Pierre Tessier) : Gordon à 30 ans

 Source et légende : version française (VF) sur RS Doublage et selon le carton du doublage français sur le DVD zone 2.

## Musique
Sauf indication contraire, les informations mentionnées dans cette section peuvent être confirmées par la base de données cinématographiques IMDb,  présente dans la section « Liens externes ».
- Want You Today de Mark Hart et Steve Dudas.
- Into the Bright Lights par Chris Trapper (en).
- Back To You par Domato.
- When A Heart Breaks par Ben Rector (en).
- If You're Still There par Chris Trapper (en).
- Fingers Crossed par Angelique Bianca.
- 4th Set At Catalina's de Michael A. Levine.
- On The Video par Startlite Lounge, featuring Lyrica Garrett.
- When I'm With You par Ben Rector (en).

## Accueil

### Réception critique
L'Express précise que le « film n'a rien d'exceptionnel, mais on se régale de quelques scènes amusantes. »